# Allograpta tectiforma
Allograpta tectiforma är en tvåvingeart som beskrevs av Fluke 1942. Allograpta tectiforma ingår i släktet Allograpta och familjen blomflugor.
Artens utbredningsområde är Ecuador. Inga underarter finns listade i Catalogue of Life.